# Monique Coleman
Monique Adrienne Coleman (sinh ngày 13 tháng 11 năm 1980) là một diễn viên kiêm ca sĩ. Cô nổi tiếng qua vai Taylor McKessie trong bộ phim High School Musical. Monique cũng đã tham gia với một vai phụ trong phim The Suite Life of Zack & Cody, một nữ sinh tên là Mary-Margaret.

## Tuổi thơ và việc học tập
Coleman sinh ra ở Orangeburg, miền Nam Carolina ngày 13 tháng 11 năm 1980, là con gái của Roz Coleman. Cô bắt đầu sự nghiệp diễn ở nhà hát và truyền hình từ khi còn rất trẻ ở Columbia, miền Nam Carolina. Cô đang sống ở Los Angeles. Cô được đào tạo ở Workshop Theatre School of Dramatic Arts, nơi cô đã diễn trên 15 vở kịch.. Sau đó Coleman bắt đầu tham gia thử giọng ở miền Đông Nam, tham gia các vai phụ trong một số phim. Cùng với việc diễn xuất, Coleman rất năng nổ trong các hoạt động cộng đồng và nhà trường, nơi cô đã làm mọi việc từ diễn kịch đến cạnh tranh trong tòa án, tham gia làm các hoạt động tình nguyện đối với trẻ em bị ngược đãi...
Coleman đi đến trường Heathwood Hall Episcopal (Mỹ), rồi tham gia học kịch ở trường Đại học DePaul ở Chicago, giành được giải BFA về diễn xuất năm 2002.

## Sự nghiệp
Coleman có vai chính đầu tiên trong bộ phim tên Mother of the River. Bộ phim đạt được nhiều giải thưởng tại Liên hoan phim ở Chicago. Hai năm sau, Coleman xuất hiện trong vai Bà quý tộc trẻ trong The Ditch digger's Daughters với giải đề cử cho Young Artists Award của Hollywood. Trong khi còn là sinh viên năm thứ hai ở đại học, Coleman viết, đạo diễn, sản xuất và đóng vai chính trong vở-kịch-một-người-đóng tên là "Voices from Within". Trên sân khấu Chicago, Coleman xuất sắc trong sản xuất Noises Off, Polaroid Stories, The Real Thing
và The Colored Museum.
Nam 2005, Coleman vinh dự được làm việc cùng với nhân vật nam chính - huyền thoại James Earl Jones khi cô đóng vai Leesha trong bộ phim của kênh Hallmark TV The Reading Room. Cô nhận giải thưởng Camie Award 2006 cho vai diễn và giải thưởng đóng phim ở NAACP Image Awards.
Năm 2006, Coleman đồng vai chính trong High School Musical với vai Taylor McKessie, người bạn tốt nhất của người bạn gái mới nhập học thông minh Gabriella Montez Vanessa Hudgens. Sau đó, cô là ngôi sao khách mời trong các tập phim của The Suite Life of Zack & Cody: "Forever Plaid", "Not So Suite 16", "Neither a Borrower Nor a Speller Bee" và "A Prom Story" cùng với Hudgens. Coleman có bảy lần giữ vai trò khách mời trong các chương trình truyền hình khác của Mỹ: Boston Public, Gilmore Girls, Malcolm in the Middle, Strong Medicine, 10-8: Officers on Duty, Married to the Kellys, và Veronica Mars. Coleman tham gia trong Disney Channel Games năm 2006 ở Đội Xanh (cùng với Brenda Song, Corbin Bleu, Cole Sprouse, Vanessa Hudgens, Jason Earles và Brandon Baker). Monique Coleman cũng xuất hiện trong Tour diễn High School Musical: The Concert. Cô là phát thanh viên của Game Show 3 phút: High School Musical Edition trên Disney Channel. Gần đây, cô ấy đã thu âm bài hát "Christmas Vacation" cho album kì nghỉ có tên A Disney Channel Holiday. Cô cũng tỏ ý muốn đóng vai diễn trong bộ phim có tên Sleep Away, nhưng sau đó lại không đồng ý vì trong kịch bản có một cảnh nude của nhân vật của cô. Coleman lồng tiếng cho nhân vật Fontasia trong sê-ri hoạt hình The Cleveland Show. Cô cũng là khách mời trong sê-ri truyền hình Bones.

## Đóng phim và truyền hình
| Năm       | Tiêu đề                            | Vai               | Chú thích                                                  |  |
| --------- | ---------------------------------- | ----------------- | ---------------------------------------------------------- |  |
| 1995      | Mother of the River                | Dofimae           |                                                            |  |
| 1997      | The Ditchdigger's Daughters        | Young Donna       |                                                            |  |
| 2003      | Strong Medicine                    | Tanya             |                                                            |  |
| 2003      | Boston Public                      | Molly             |                                                            |  |
| 2004      | Gilmore Girls                      | Andy              |                                                            |  |
| 2004      | 10-8: Officers on Duty             | Maya Barnes       |                                                            |  |
| 2004      | Married to the Kellys              | Bồi bàn           |                                                            |  |
| 2004      | Malcolm in the Middle              | Andrea            |                                                            |  |
| 2005      | Veronica Mars                      | Gabrielle Pollard |                                                            |  |
| 2005      | The Reading Room                   | Leesha            |                                                            |  |
| 2006-2007 | The Suite Life of Zack and Cody    | Mary-Margaret     |                                                            |  |
| 2006      | Online                             | Jessie            |                                                            |  |
| 2006      | High School Musical                | Taylor McKessie   | Vai chính                                                  |  |
| 2006      | Dancing With The Stars             | Herself           |                                                            |  |
| 2006      | The View                           | Guest Co-Host     |                                                            |  |
| 2007      | Winx Club                          | Layla             | Phiên bản 4Kids Entertainment Chỉ lồng tiếng Phát hành lại |  |
| 2007      | High School Musical 2              | Taylor McKessie   | Vai chính                                                  |  |
| 2008      | High School Musical 3: Senior Year | Taylor McKessie   | Vai chính                                                  |  |
| 2008      | Million Dollar Password            | Herself           |                                                            |  |
| 2009      | Bones                              | Becca Hedgepeth   | Episode: The Salt in the Wounds                            |  |
| 2009      | Crush                              | Chelsea Park      |                                                            |  |
| 2009      | The Cleveland Show                 | Fontasia          |                                                            |  |
| 2010      | Promise Rings                      | Veronica Baylerd  |                                                            |  |

## Các giải thưởng
- 19th Annual Youth Awards (1996-1997)[7]

Thể hiện xuất sắc nhất trong PHIM TRUYỀN HÌNH hoặc PHIM TRUYỆN: Young Ensemble - "Ditchdigger's Daughter"
PHIM TRUYỀN HÌNH gia đình xuất sắc nhất - The Ditchdigger's Daughters, kênh Family Channel
- CAMIE 2006 - The Reading Room[8]
- Teen Choice Awards 2006 Award cho Show truyền hình chọn lọc: Hài kịch/Âm nhạc - High School Musical
- American Music Award 2007 cho High School Musical 2
- Teen Choice Awards 2009 Award Cho phim chọn lọc: Âm nhạc/Khiêu vũ - High School Musical 3[9]